# أوليفر وايتهيد
أوليفر وايتهيد هو عازف جاز وملحن كندي، ولد في 29 أغسطس 1948 في أكسفورد في المملكة المتحدة.

## وصلات خارجية
- الموقع الرسمي